# عبد الحق منصف
عبد الحق منصف (مواليد 1958م)، هو باحث كاتب مغربي، حاصل على شهادة الدكتوراه سنة 2002م في الفلسفة بجامعة محمد الخامس بالرباط.

## حياته
من مواليد 1958م بفاس. درس الفلسفة بكلية الآداب ب [جامعة مولاي إسماعيل - مكناس، حاصل على شهادة الدكتوراه سنة 2002م في الفلسفة بجامعة محمد الخامس بالرباط. حاليا يعمل رئيسا لشعبة الدراسات والبحث بإدارة المجلس الأعلى للتربية والتكوين والبحث العلمي بالمغرب (الرباط).

## أعماله
- الكتابة والتجربة الصوفية، نموذج محيي الدين بن عربي (1987) (منشورات عكاظ، الرباط)
- رهانات البيداغوجيا المعاصرة، دراسة في قضايا التعلم والثقافة المدرسية (2006) (منشورات أفريقيا الشرق، الدار البيضاء)
- أبعاد التجربة الصوفية: الحب، الإنصات، الحكاية (2006) (منشورات أفريقيا الشرق، الدار البيضاء)؛
- كانط ورهانات التفكير الفلسفي، من نقد الفلسفة إلى فلسفة النقد (2008) (منشورات أفريقيا الشرق، الدار البيضاء)
- الأخلاق والسياسة، كانط ومواجهة الحداثة بين الشرعية الأخلاقية والشرعية السياسية (2010) (منشورات أفريقيا الشرق، الدار البيضاء)
- الأنوار وسلطة الخبير البيداغوجي، دراسة في نظرية الثقافة والتربية عند إيمانويل كانط (2010) (منشورات أفريقيا الشرق، الدار البيضاء).[1]

## الجوائز
حائز على جائزة المغرب للكتاب في العلوم الاجتماعية والاقتصادية سنة 2007 عن كتابه «رهانات البيداغوجيا المعاصرة، دراسة في قضايا التعلم والثقافة المدرسية».